# Dramacon
『Dramacon』（邦訳題名『ドラマコン』）は、スヴェトラナ・クマコヴァ(Светлана Шмакова/Svetlana Chmakova)のOELマンガ作品。全3巻。発行はTOKYOPOP。邦訳は2006年にeBookJapanより配信された電子書籍版及び、2009年ソフトバンククリエイティブ刊行の単行本の二種類。

## 概要
アメリカのアニメコンベンションを舞台に繰り広げられる青春物語。
第1巻は2005年10月刊行、第2巻は2006年10月刊行、第3巻は2007年12月刊行。
2007年ハーベイ賞及びアイズナー賞"Special Recognition"部門ノミネート作。

## あらすじ
ボーイフレンドのデレックと共に初めてのアニメコンベンション「ヤッタコン」に同人マンガ原作者として参加した高校生・クリス。しかし不誠実なデレックと険悪になったところで、親切だが口の悪いコスプレイヤーのマットと知り合い、恋に落ちる。
人気マンガ家リダ・ゼフに才能を認められ、デレックとも別れたクリスは、新たなパートナーのベサニーと共に翌年のヤッタコンに参加。偏狭な日本マンガファンや他サークルとのトラブル、リダの語るプロマンガ家の厳しい現実などに悩みつつも、プロのマンガ原作者を目指す志を新たにする。一方、一年ぶりに再会したマットには新しい恋人がいた。
クリスとベサニーがウェブで発表しているシリーズ作品にはファンがつきはじめていた。商業出版社からのスカウトと母親の猛反対の板ばさみで悩むベサニー。恋人と別れたマットとの関係に悩むクリス。三度目のヤッタコンは、クリスと仲間たちそれぞれにとって、大きな転機となるのだった。